# Врана, Петр
Петр Врана (чеш. Petr Vrána; 29 марта 1985, Штернберк, Чехословакия) — чешский хоккеист, центральный нападающий клуба чешской Экстралиги «Оцеларжи».

## Карьера
Петр Врана начал свою профессиональную карьеру в 2002 году в составе клуба чешской Экстралиги «Гавиржов Пантерз», выступая до этого за его фарм-клуб, а также за вторую команду клуба «Оломоуц». В том же году Петр отправился в Северную Америку, где стал выступать в составе клуба QMJHL «Галифакс Мусхедз». В своём первом же сезоне за океаном Врана стал лучшим новичком лиги, а также попал в символическую сборную новичков Канадской хоккейной лиги.
В 2003 году на драфте НХЛ он был выбран во 2 раунде под общим 42 номером клубом «Нью-Джерси Девилз». За 3 сезона в QMJHL Петр набрал 206 (81+125) очков в 216 проведённых матчах, после чего он стал игроком фарм-клубов «дьяволов» «Олбани Ривер Рэтс», а с 2006 года — «Лоуэлл Девилз». После того как в 2008 году Врана стал участником матча «Всех звёзд» АХЛ, руководство «Нью-Джерси» приняло решение вызвать его для тренировок с основным составом. 18 октября Петр забросил свою первую и на данный момент единственную шайбу в НХЛ в ворота голкипера «Вашингтон Кэпиталз» Брента Джонсона.
Тем не менее, проведя лишь 16 матчей в НХЛ, следующий сезон Врана решил начать на Родине в составе клуба «Витковице». Со своим новым клубом в 2010 году Петр впервые в своей карьере поднялся на пьедестал почёта чешских первенств, завоевав серебряные медали. Сам Врана внёс значительный вклад в тот успех, набрав 40 (24+16) очков в 58 проведённых матчах.
8 июля 2011 года Врана подписал контракт с хабаровским «Амуром».
24 января 2019 года было объявлено об обмене между пражской «Спартой» и клубом «Оцеларжи Тршинец», согласно которому Врана в обмен на латышского нападающего Робертса Букартса на правах аренды до конца сезона переходит в «Тршинец». Этот обмен получился очень удачным для Враны: 28 апреля 2019 года он помог новому клубу стать чемпионом Чехии во 2-й раз в истории, а будучи капитаном команды, 26 апреля 2021 года помог завоевать команде 3-е золото страны.

### Международная
В составе сборной Чехии Петр Врана принимал участие в молодёжном чемпионате мира 2005 года, на котором он вместе с командой завоевал бронзовые награды, набрав 8 (5+3) очков в 7 проведённых матчах. Также Петр призывался под знамёна сборной для участия в матчах Еврохоккейтура в сезоне 2010/11.

## Достижения
- Новичок года QMJHL (Кубок RDS) 2003
- Лучший атакующий новичок QMJHL (Мишель Бержерон Трофи) 2003
- Член символической сборной новичков Канадской хоккейной лиги 2003
- Бронзовый призёр молодёжного чемпионата мира 2005
- Участник матча «Всех звёзд» АХЛ 2008
- Серебряный призёр чемпионата Чехии 2010, 2011
- Финалист Кубка Гагарина 2014, 2015.
- Лучший снайпер чешской Экстралиги по голам в большинстве 2017 (11 голов).
- Чемпион Чехии 2019, 2021.

## Статистика
| Легенда | Легенда                    | Легенда | Легенда                   | Легенда | Легенда    |
| ------- | -------------------------- | ------- | ------------------------- | ------- | ---------- |
| И       | Количество проведённых игр | Штр     | Штрафное время            | +/−     | Плюс-минус |
| Г       | Голы                       | П       | Голевые передачи          | О       | Очки       |
| -       | Статистика неизвестна      | —       | Статистика не учитывалась |         |            |

## Семья
Петр Врана женат, его жена Линдсей - канадка. Свадьба состоялась в 2005 году, у них есть сын (2015 г..р.).
В 2021 году Линдсей Врана утонула на водохранилище Слезска-Харта в районе города Брунталь, пытаясь спасти собаку из трещины во льду.